# Strengen
Strengen je obec v Rakousku ve spolkové zemi Tyrolsko v okrese Landeck. Žije zde přibližně 1 200 obyvatel.

## Geografie

### Poloha
Obec leží na jih od Lechtaských Alp, v údolí Stanzer (Stanzertal), kterým protéká řeka Rosanna, mezi Landeckem a Arlbergem na staré římské silnici. Hlavní část obce leží na levém břehu řeky. Ostatní části obce (osady, samoty) jsou položeny na úbočích hory Eisenspitze (2859 m n. m.).
Celková rozloha obce je 23,18 km², z toho 11,6 % připadá na zemědělskou půdu, 54,4 % na lesy, 21,2 % tvoří alpské louky a pastviny. Z celkové rozlohy je 15,3 % osídleno.

### Sousední obce
Sousedními obcemi jsou
|         | Zams. |          |
| Flirsch |       | Grins    |
|         | Kappl | Tobadill |

## Doprava
Tunelem jižně od hlavní části obce Strengen vede rychlostní silnice Arlberg Schnellstraße (S 16). Obcí vede silnice B171 (Tiroler Straße) a podél řeky vede železnice Arlbergbahn s vjezdem do Arlberského železničního tunelu pod svahem hory Kleingfallkopf (2440 m n. m.) na východ od obce.
Hlavní úlohu přepravy zabezpečuje veřejná autobusová doprava.

## Památky
- Dřevěný most nad řekou Rosanna z roku 1765, v Rakousku nejstarší mezi tímto typem mostu.[5]
- Římskokatolický farní kostel svatého Martina z období kolem roku 1700 s historickým vybavením.
- Kaple Panny Marie Pomocné.
- Kaple svatého Magnuse.

## Znak
Blason: V červeném štítu stříbrný klín, v něm černá zednická lžíce.
Znak byl obci udělen v roce 1984. Stříbrný klín symbolizuje údolí, zednická lžíce pak historicky významné stavební řemeslo, na zedníky, kteří odtud pocházeli.

## Galerie

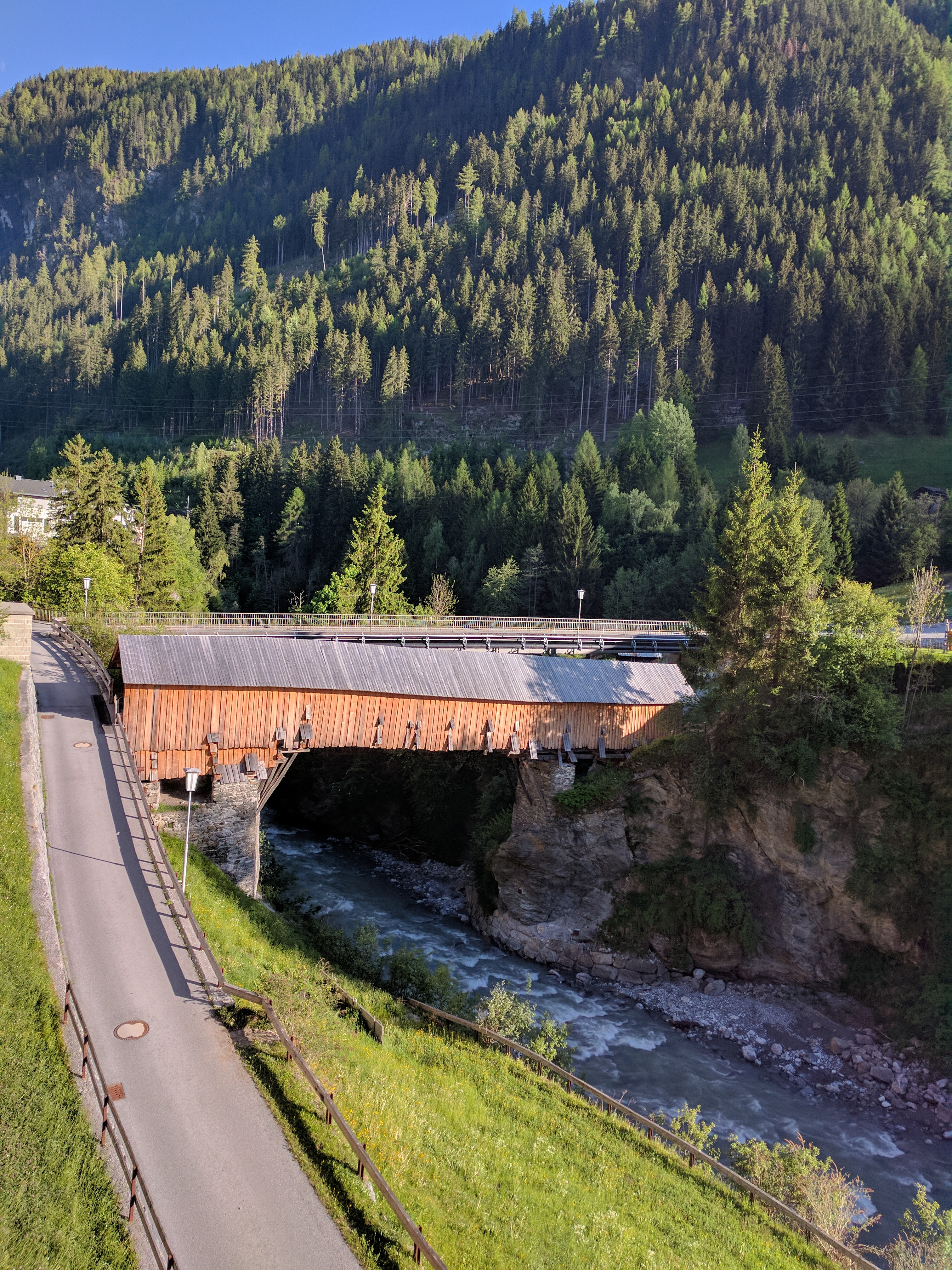
Krytý dřevěný most na řekou Rosanna
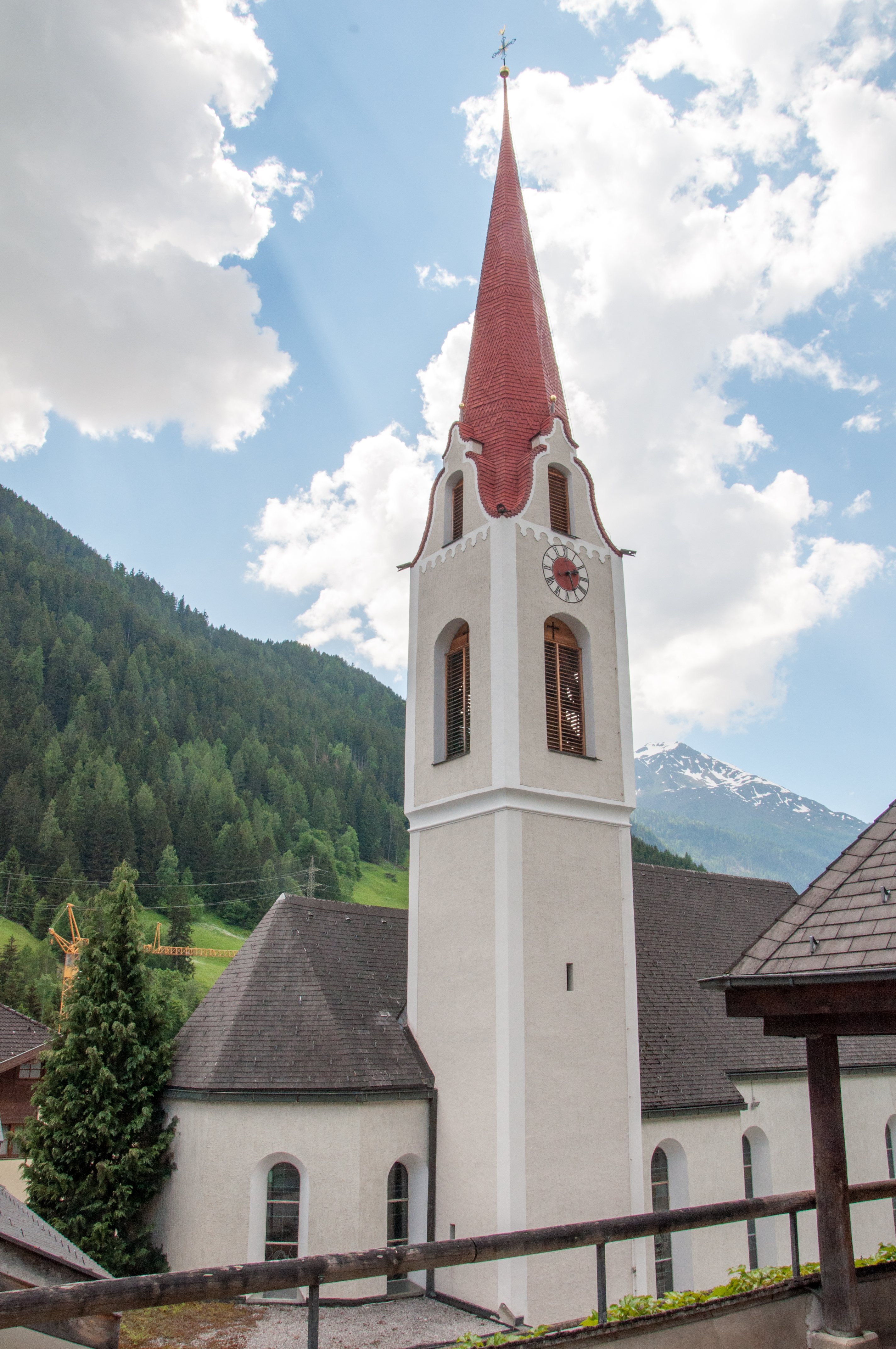
Kostel sv. Martina
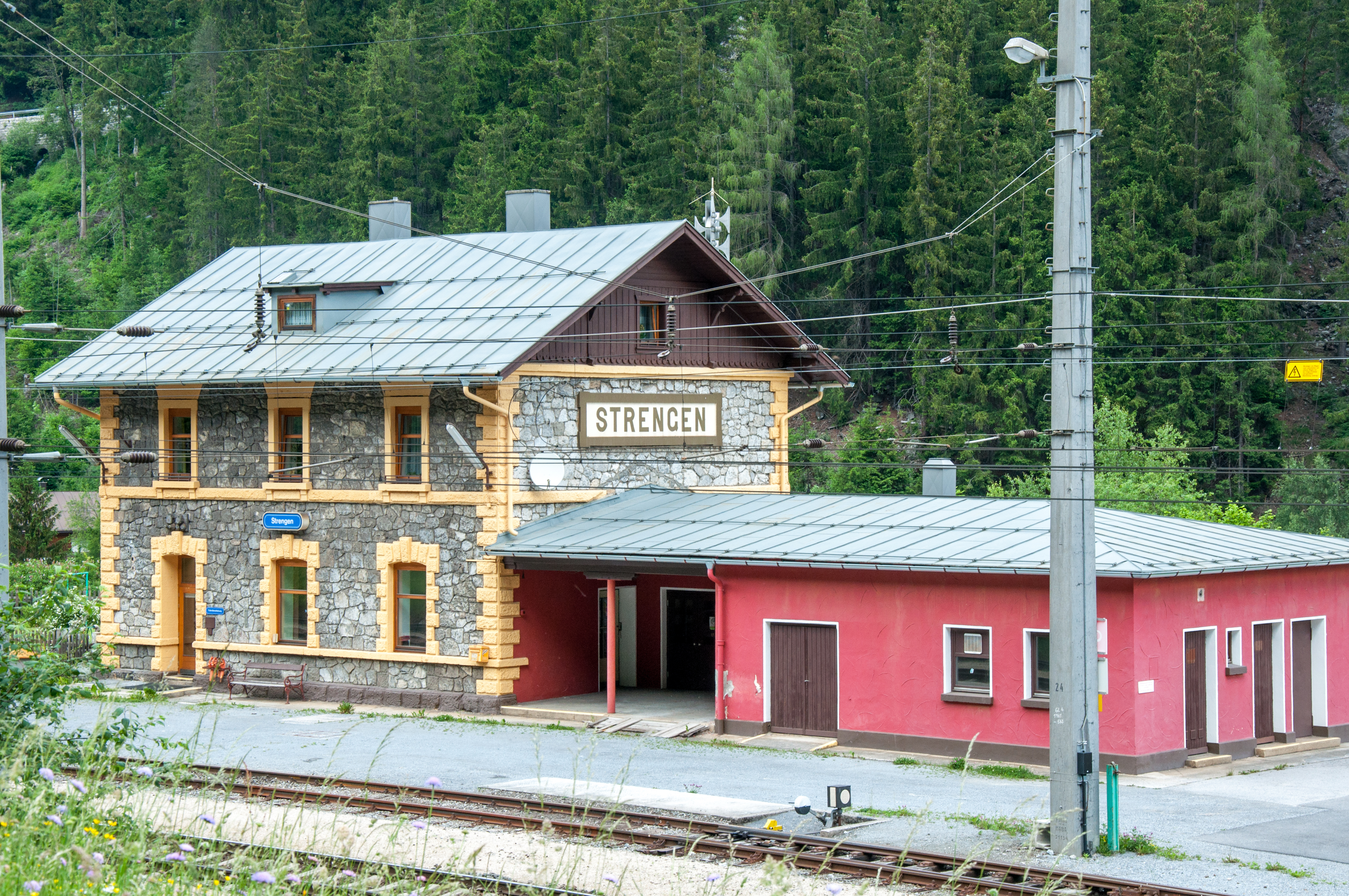
Nádraží
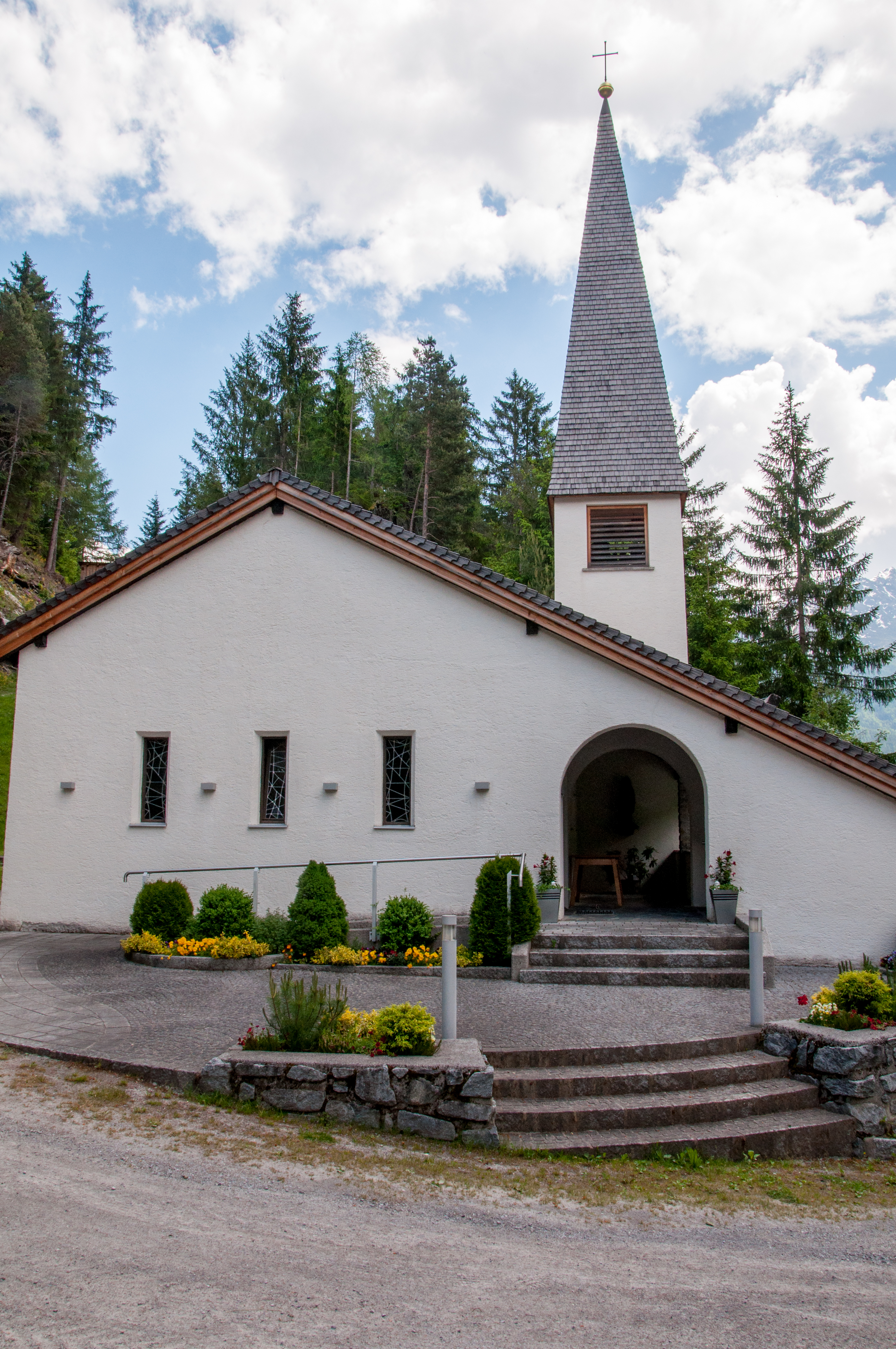
Kaple Panny Marie Pomocné
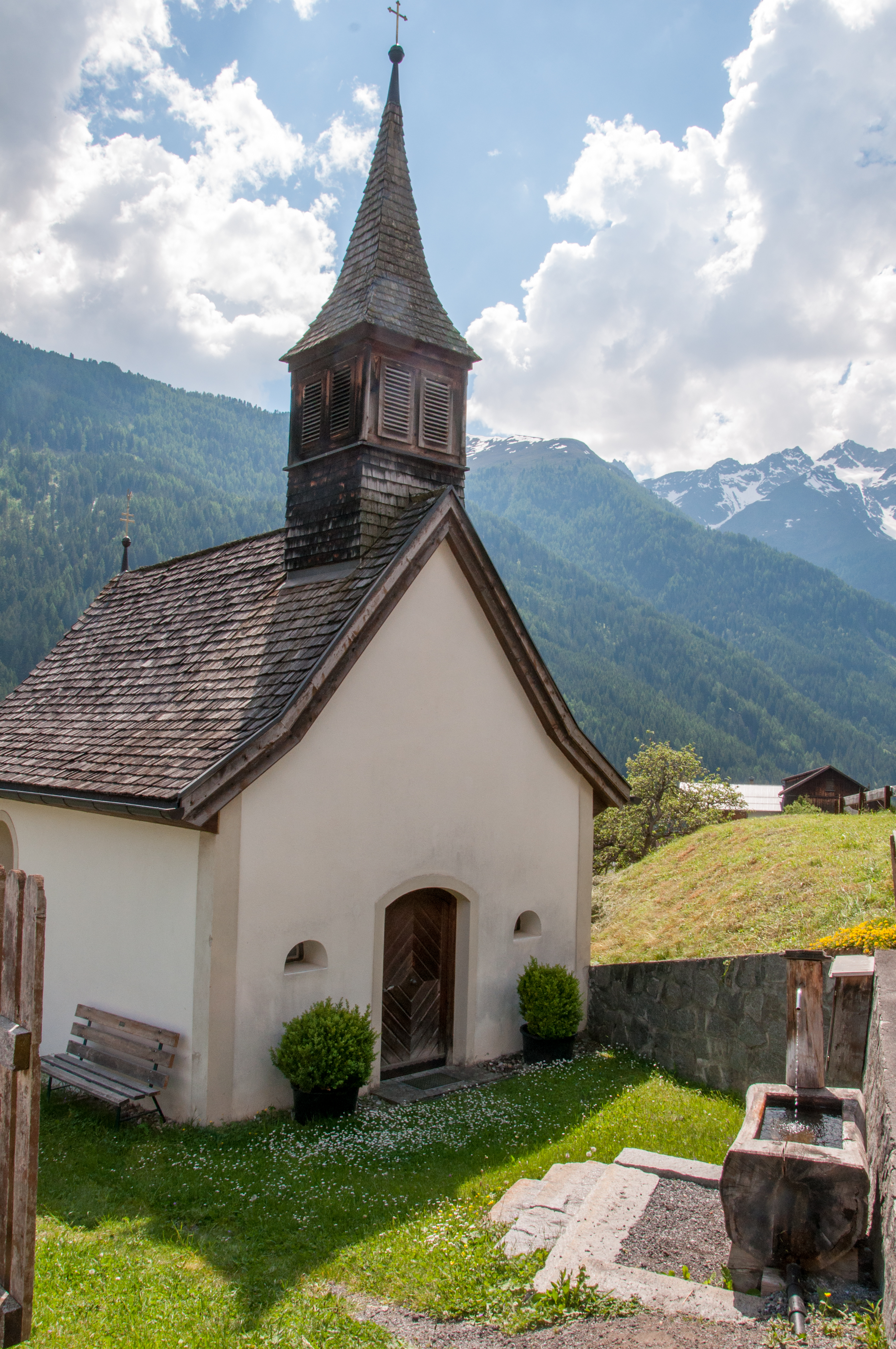
Kaple sv. Magnuse